# 天使がくれたもの
『天使がくれたもの』（てんしがくれたもの）は、ケータイ小説家Chacoのデビュー作品で、続編を含め『天くれシリーズ』と呼ばれている。日本の女子高生の間で人気が高い。その後、続編として主人公・舞の中学時代を綴る『Line』、『天使が』で登場する友人の中学時代の物語である『太陽と月』、『天使が』での恋人の立場で綴った『君がくれたもの』も出版された。2021年3月時点でシリーズ累計部数は115万部を突破している。

## 概要
ケータイ小説としてはYoshiの『Deep Love』に続くヒット作であり、『恋空』『赤い糸』へと続くいわゆる素人系ケータイ小説の流行（第2次ケータイ小説ブーム）のきっかけとなった。
作者のChacoはあとがきにて、この作品は自分の体験談であり、けじめをつけるために書いたものだと述べている。文学研究者の石原千秋は、このような自己言及によってケータイ小説を執筆することの社会的正当性や自己治癒に役立つということが確認され、前述の素人系ケータイ小説の流行に結びついたと考えられるとしている。また、この作品はケータイ小説が執筆される過程を描いた「メタ・ケータイ小説」といえると述べている。
この作品をネット上で読んだ女性が出版社に電話をかけ、泣きながら「感動する作品だから書籍化して欲しい」と訴え、それがきっかけで書籍版が出版されたという経緯がある。chacoは一時経済的な理由により執筆を中断していたが、それを再開できた理由はパケット定額制がはじまったことであった。

## 小説
天くれシリーズとして全4作で完結している。
- 単行本
  1. 天使がくれたもの（2005年、スターツ出版）ISBN 978-4883810383　帯の感想は橋野真依子が書いている。
  2. Line（2006年）ISBN 978-4883810406　帯の感想は斉藤慶太が書いている。
  3. 太陽と月（2006年）ISBN 978-4883810413　帯の感想は鈴木えみが書いている。
  4. 君がくれたもの（2006年）ISBN 978-4883810437

- 文庫本
  - 天使がくれたもの（2009年、ケータイ小説文庫）ISBN 978-4883815081　単行本未収録の特別エピソードも収録。

## 物語
大阪市のある私立高校に入学した日向舞は、そこで同い年で岸和田市に住む本田美衣子に出会う。入学時の宿泊研修で親友となり、その後、舞は美衣子に誘われて岸和田のマンションにあるたまり場に行くことになった。そこで香久山聖、通称カグと知り合う。そして、舞は美衣子の元彼氏であるテルオと付き合ってしまう。テルオの関係を知ってしまった舞は落ち込むが、彼女を支えてくれたのがカグだった。舞はカグに恋するようになるが、彼は自殺した父の借金を返すため白浜へ行ってしまう。舞は三ヶ月の間、カグを待とうと決意するが、たまり場の友達の間での騒ぎの際、カグは自分の電話にだけは出てくれず、彼に思われていないと悟り、ショックを受ける。舞は中学時代の元彼の勇心（いさみ）とよりを戻すが、その直後カグが帰ってくる。カグの着信拒否は舞のことを思っていたための行動だった。だが、舞は勇心と付き合っていることをカグに話してしまう。その後舞は勇心と別れるが、カグは舞と向き合おうとしなかった。カグのことを忘れようと決める舞。たまり場の友達に連れられ、行った居酒屋でカグにそっくりで年上の快と出会い、付き合い始める。しかし快はかなりの浮気魔だった。快と別れる決意をし、カグへの想いを固める舞。カグの新しい彼女亜紗美の存在を気にするが、美衣子達たまり場の友達の後押しでカグへの告白を決める。だがカグは舞に会いに行く途中、交通事故で死亡する。舞とカグの葬式で彼の母親と会い、カグが財布に舞との写真を入れていたことを知らされる。5年後、22歳になった舞は、これまでの思い出をホームページに書き残すことにした。

## 登場人物
日向 舞
「天使がくれたもの」「Line」の主人公。ものぐさで無愛想。作者Chacoである。高校に入学し、最初友達がおらず落ち込んでいたが、声を掛けてくれた美衣子と仲良くなり、たまり場のメンバーの一員となる。当初は輝緒に魅かれていたが、美衣子との交際経験を知り、恋心が冷める。その後最悪の出会いをした聖を好きになる。だが聖が白浜に行ったのを機にすれ違いが始まり、元彼の勇心や親友の雪奈に紹介された快とも付き合うが、どちらもうまくは行かなかった。改めて聖への想いを確認し、聖の帰阪日に告白を決意するが……。
香久山 聖
「君がくれたもの」の主人公で通称カグ。癖毛の中性的な美少年。父親が背負った借金のため早くに進学を断念し、鳶として働き「女より金」を貫く。舞と最悪の出会いをしたが様々な出来事を通して彼女が好きになる。伯父の手伝いで白浜へ働きに行った際、舞への思慕の念を消すために一切の連絡を絶つが、それでも想いは消えなかった。ところが舞の誤解から成り行きで破局する。破局後は、前から交際を迫られていた亜砂美と付き合うが、舞を忘れられず別れる。舞と遂に結ばれるが……。
本田 美衣子
舞のクラスメイトで親友。明るく人懐っこい。中学時代輝緒と付き合っていたが喧嘩が絶えず、別れてしまう。だが輝緒への想いを断ち切れず、聖の一言から輝緒と復縁、舞とも再び親友に戻る。その後輝緒との子供を妊娠して高校を中退する。それからは厳しい言葉を吐きつつも、舞と聖を応援している。
矢島 輝緒
美衣子の恋人。聖と共に暮らし、ショップ店員をしている。優しく落ち着いた性格。舞がたまり場仲間となってすぐ舞と付き合い始めるが、後に美衣子との交際経験を知られて破局、美衣子と復縁する。美衣子の妊娠後は転職して肉体労働に従事する。美衣子と共に舞と聖を応援している。
木村 幹
舞のたまり場仲間で「太陽と月」の主人公でもある。中学生の頃から中西拓馬に思いを寄せていたが、拓馬はずっと別の人物を想い、付きあっていた。その後拓馬が男好きで浮気魔の彼女に見切りをつけたため、中学卒業目前晴れて拓馬と付き合い始めるが、拓馬が陰で元彼女と会っていたことを知って逆上し拓馬と別れ、無理矢理別の男と付き合って妊娠してしまう。一時シングルマザーとなる覚悟を固めたが、拓馬の本心を知って後悔する。直後拓馬が胎児の義父になるとの決意を聞いて復縁、その後無事男児を出産する。
太田 雪奈
舞のたまり場仲間で幹とは幼馴染。色白の美少女だが、目つきが意地悪。かつては拓馬が好きだったが、幹の想いを知ってからは普通の友達として接する。異性の友人が多く、舞に快を紹介する。
実
舞のたまり場仲間。鈴木亜美のファン。舞達より1つ年下。中学時代、いじめから救ってくれた聖を慕い、以降聖の影響を受けるようになる。また、舞の恋を応援している。高校に入学するも一学期で中退して（この事はたまり場仲間には知らせていなかった）働き始めるが、仕事場へ向かうために乗ったバスで大事故に遭ってしまう。一命は取り留めたが、それを切っ掛けにたまり場仲間を避けるようになり、ついには行き先も告げず、遠くの街へと姿を消す。
- Chacoは彼の登場する「天使がくれたもの」「君がくれたもの」の後書きで、彼のモデルとなる人物へ「少しでも「元気だ」と知らせる一報をください」と綴っている。

## 映画
2007年9月29日公開。

### キャスト
- 日向舞：清水由紀（美少女クラブ31）
- 香久山聖：鍵本輝（Lead）
- 本田美衣子：徳永えり
- テルオ:宮下雄也
- 木村幹:滝裕可里
- 拓馬:兼子和大
- 実：川村亮介
- 雪奈:亜衣（尾崎亜衣）
- 浜口順子
- 葉山勇心：瀬戸康史
- 永井朋弥
- 快:杉内貴
- 山本健人
- 亜沙美:奈津子
- 飛鳥凛
- 高原コマキ
- 千野弘美
- 日向友子（舞の母）：東ちづる

### スタッフ
- 監督：中田信一郎
- 脚本：我妻正義
- 音楽：T2ya
- 企画：菊地修一（スターツ出版）、山下勝也（スターツ出版）
- 企画協力：古賀誠一（オスカープロモーション）
- 製作：鈴木ワタル、松島滋、尾越浩文
- プロデューサー：磯田修一、吉田力、小嵜力
- プロデューサー補：津田尚紀
- 宣伝プロデューサー：今井一郎（オスカープロモーション）
- 撮影：安田光、神戸千木
- 照明：佐々木英二
- 録音：武市英生
- 美術：小澤秀高
- 編集：佐藤連
- ビデオエンジニア：さとうまなぶ
- 助監督：南柱根
- 制作担当：小林智裕
- 製作：スターツ出版、パル企画、ポニーキャニオン
- 配給：パル企画

### 主題歌
- YVE 「天使がくれたもの〜It's only love〜」

### 挿入歌
- kiss and cry 「only」